# Zinken Hopp
Pour les articles homonymes, voir Hopp.
Signe Marie « Zinken » Hopp, née Brochmann le 9 janvier 1905 à Ullensvang et morte le 3 septembre 1987 à Bergen, est une écrivain, poétesse et traductrice norvégienne.

## Biographie
Zinken Hopp est l'auteur du livre pour enfants La Craie magique (no) paru dans sa langue d'origine en 1948.